# U-Bahn Guiyang
Die U-Bahn Guiyang (chinesisch 贵阳地铁 Pinyin Guìyáng Dìtiě) ist die U-Bahn der Stadt Guiyang in der chinesischen Provinz Guizhou. Ihre erste Linie wurde im Jahre 2017 eröffnet. Langfristig werden neun Linien mit 467 Kilometern Gesamtlänge angestrebt. Das Ziel ist, dass im Jahre 2022 40 % aller Personentransporte mit dem öffentlichen Verkehr geschehen, und dass der schienengebundene Verkehr 30 % davon abdeckt.

## Linien im Betrieb

### Linie 1
Die Linie 1 führt vom Nordwesten Guiyangs über den Bahnhof Guiyang Nord in einer Schleife in den Südwesten der Stadt. Ihr Bau wurde am 30. September 2010 von der Staatlichen Kommission für Entwicklung und Reform genehmigt. Der nördliche, 12,9 Kilometer lange Abschnitt zwischen dem Nordbahnhof und der Endstation Xiamaixi wurde am 28. Dezember 2017 in Betrieb genommen. Die Betriebsaufnahme des südlichen, 22,3 Kilometer langen Abschnitts zwischen dem Nordbahnhof und dem Industriegebiet Xiaomeng erfolgte am 1. Dezember 2018. Insgesamt hat die Linie 1 in dieser Ausbaustufe 24 Stationen. Sie wird mit sechsteiligen Fahrzeugen des Typs B betrieben und ist für eine Höchstgeschwindigkeit von 80 km/h ausgelegt.

### Linie 2
Am 30. September 2010 wurde auch der Bau von Bauabschnitt 1 Linie 2 zwischen den Stationen Qiji-Kreuzung und Youzhai-Straße von der Staatlichen Kommission für Entwicklung und Reform genehmigt. Die Strecke mit 27,6 Kilometern Länge und 24 Stationen verbindet die Stadtbezirke Baiyun, Guanshanhu, Yunyan und Nanming miteinander. Die Investitionen dafür betragen 19,5 Milliarden Yuan. Bauabschnitt 2 soll von der Station Youzhai-Straße bis Shuiyanba führen, 12,8 Kilometer lang sein und 8 Stationen haben. Dafür werden 8,4 Milliarden Yuan investiert. Es wird eine Bauzeit von 2017 bis 2022 veranschlagt. Sie wird mit sechsteiligen Fahrzeugen des Typs B betrieben und ist für eine Höchstgeschwindigkeit von 80 km/h ausgelegt worden. Die Eröffnung war am 28. April 2021.

### Linie 3
Am 11. Juli 2016 wurde der Bau von Linie 3 von der Staatlichen Kommission für Entwicklung und Reform genehmigt. Die Strecke durchquert Guiyang über eine 40,7 Kilometer lange Strecke mit 26 Stationen von Nordosten nach Südwesten. Es wurden Investitionen von 28,4 Milliarden Yuan budgetiert und ein Bauzeitraum zwischen 2016 und 2021 veranschlagt. Die Strecke wird mit sechsteiligen Fahrzeugen des Typs B betrieben und ist für eine Höchstgeschwindigkeit von 80 km/h ausgelegt. Die Eröffnung fand am 16. Dezember 2023 statt.

### Linie S1
Die Linie S1 ist eine Radiallinie in die südwestlichen Vororte. Sie beginnt in Wangchengpo, wo zur Linie 1 umgestiegen werden kann. Die Linie ist 30,3 Kilometer lang und hat 13 Stationen. 22 Kilometer und elf Stationen liegen unterirdisch, der Rest der Strecke wurde in Hochlage errichtet.
Für die Errichtung von Linie S1 wurden 15,5 Milliarden Yuan budgetiert und eine Bauzeit von 2016 bis 2020 veranschlagt. Sie wird mit sechsteiligen Fahrzeugen des Typs B betrieben und ist für eine Höchstgeschwindigkeit von 100 km/h ausgelegt.

## Im Bau oder Planung befindliche Linien

### Linie S2
Linie S2 soll vom Einkaufszentrum Xinan zum Bahnhof Guiyang Ost führen. Auf 32,1 Kilometern Strecke sollen 16 Stationen entstehen. Für den Bau wurden 30,4 Milliarden Yuan budgetiert und eine Bauzeit von 2017 bis 2021 veranschlagt. Sie soll mit sechsteiligen Fahrzeugen des Typs B betrieben und für eine Höchstgeschwindigkeit von 100 km/h ausgelegt  werden.